# Joan Hircà
Joan Hircà (Joannes Hyrcanus, Ὑρκανός) va ser príncep (etnarca) i gran sacerdot dels jueus.
Era fill de Simó Macabeu al que va succeir. L'any 137 aC Antíoc VII Sidetes, després de derrotar Diodot Trifó, va decidir reincorporar Judea com a regne tributari i va enviar un exèrcit sota comandament del general Cendebeu. Simó Macabeu, que ja era gran, va donar el comandament als seus dos fills Judes i Joan Hircà, que van derrotar l'exèrcit invasor.
Simó va ser assassinat poc després pel seu gendre Ptolemeu, governador de Jericó l'any 135 aC. Judes i Mataties, fills de Simó, van morir a la mateixa revolució però Hircà es va poder escapar i es va proclamar gran sacerdot i príncep o etnarca dels jueus. Amb el seu exèrcit va avançar contra Ptolemeu que es va refugiar a la fortalesa de Dagon. Alguns historiadors pensen que Ptolemeu estava d'acord amb Antíoc VII Sidetes, però en tot cas el rei selèucida va aprofitar la guerra civil per envair altre cop Judea amb un nou exèrcit i Hircà es va refugiar a Jerusalem on va quedar assetjat; el setge va ser molt dur i els jueus van patir per manca de provisions però finalment, l'any 133 aC, es va arribar a un acord pel qual Hircà pagaria tribut i Jerusalem seria respectada amb la condició de desmantellar les fortificacions.
L'any 129 aC Hircà va acompanyar Antíoc a la seva expedició contra els parts i va tenir participació amb l'èxit de l'expedició; a l'hivern va retornar amb els seus homes a Jerusalem i ja no hi era quan els selèucides van ser derrotats pels parts en una emboscada, i el rei va morir.
Hircà va aprofitar la mort d'Antíoc per recuperar la independència i apoderar-se d'algunes ciutats a la frontera, entre les quals Siquem i Samaria, i va destruir tanmateix el temple de Mont Gerizim. Després va sotmetre els idumeus, als quals va imposar les lleis i costums dels jueus. Va enviar una ambaixada a Roma, ben rebuda pel senat, que va confirmar l'aliança dels jueus amb la república, que ja havia establert Simó.
Demetri II Nicàtor, alliberat de la seva captivitat a Pàrtia, va ocupar el tron sirià i es va preparar per restaurar el seu domini sobre Judea però no va poder fer res en esclatar la guerra civil que finalment va acabar amb la seva derrota i mort el 126 aC. Hircà va signar un acord amb el pretendent Alexandre II Zabinas, però no consta que fes cap acte explícit de suport sinó que va aprofitar la guerra civil per reforçar el seu propi poder.
Durant uns anys va gaudir del govern en pau i el país va prosperar. El seu govern va ser suau i just. Quan es va sentir prou fort va envair Samaria i va assetjar la ciutat d'aquest nom. Si la va ocupar anteriorment ho va ser per poc temps i havia tornat als selèucides. Els samaritans van demanar ajut al seu sobirà Antíoc IX Cizicè (114 aC-94 aC), però l'exèrcit que aquest va enviar dirigit per Epícrates i Cal·limandre va ser derrotat per Antígon i Aristó, fills d'Hircà, i finalment Samaria va caure en mans d'Hircà que la va fer arrasar l'any 109 aC.
La resta del seu regnat es va veure torbat per les lluites entre les sectes dels fariseus i els saduceus. Primer Hircà va afavorir els fariseus però més tard va donar suport als saduceus.
Flavi Josep diu que va regnar trenta-tres anys en un lloc i en un altre diu trenta-un. Eusebi de Cesarea n'hi dona vint-i-sis. La data més acceptada per la seva mort és el 104 aC. Va deixar cinc fills dels que el gran, Aristobul I de Judea, el va succeir. Hircà no va assumir mai el títol de rei, però de fet ho va ser.

## Genealogia
- Mataties (mort l'any 167 aC).
  - Joannes.
  - Simó Macabeu, gran sacerdot 144 aC a 135 aC
    - Judes (mort el 135 aC)
    - Mataties (mort el 135 aC)
    - Joan Hircà, gran sacerdot 135 aC a 104 aC
      - Aristobul I, gran sacerdot i rei 104 aC a 103 aC
      - Antígon (mort el 104 aC)
      - Un fill de nom desconegut
      - Un fill de nom desconegut
      - Alexandre Janeu, gran sacerdot i rei 103 aC a 76 aC, casat amb Alexandra
        - Hircà II, gran sacerdot i rei 
          - Alexandra, casada amb Alexandre (1)
            - Mariamne, casada amb Herodes el Gran
            - Aristobul III, gran sacerdot nomenat per Herodes 36 aC (mort el 35 aC)

        - Aristobul II, gran sacerdot i rei
          - Alexandre (1) casat amb Alexandra (mort el 49 aC)
          - Antígon, rei de Judea 40 aC (mort el 37 aC)

    - Una filla, casada amb Ptolemeu (governador de Jericó)

  - Judes Macabeu (mort el 160 aC).
  - Eleazar
  - Jonatan Macabeu, gran sacerdot (mort el 144 aC).